# Hrvatska zajednica
Hrvatska zajednica bila je politička stranka liberalnoga građanskog usmjerenja, osnovana u Zagrebu 17. srpnja 1919. sjedinjenjem Starčevićeve stranke prava i Napredne demokratske stranke.
Osnivačkoj skupštini HZ nazočili su predstavnici svih dijelova banske Hrvatske (Dalmacija se uključila kasnije) te brojni predstavnici BiH iz Sarajeva, Mostara, Bugojna, Tuzle, Banje Luke, Travnika, Ljubuškog i dr. Hrvatskoj je zajednici pristupila brojna grupa građanskih intelektualaca.: dr Fran Barac, dr Mate Drinković, dr Albert Bazala, dr Fran Potočnjak, Kerubin Šegvić i ini. HZ-u se pridružila i Hrvatska težačka stranka iz Bosne u kojoj se ističu dr Jozo Sunarić, dr Juraj Šutej, fra Didak Buntić, dr Bariša Smoljan i ostali. Jedan od idejnih osnivača HZ bio je i dr. Ante Trumbić, ali on je formalno ušao u HZ tek jeseni 1924. godine.
U Privremenome narodnom predstavništvu u Beogradu 1919. godine predstavnici Napredne demokratske stranke i Starčevićeve stranke prava zajedno su osnovali Narodni klub. Zalagali su se za parlamentarnu monarhiju te narodno i državno jedinstvo, ali s pokrajinskom autonomijom. Od osnutka Hrvatske zajednice zalažu se za federalizam. 
Vođe su bili Ivan Lorković, Ante Pavelić st., Matko Laginja, Đuro Šurmin, Mate Drinković, Ivan Peršić i Ladislav Polić. 
Hrvatska zajednica kao politički predstavnik Hrvata u Privremenome narodnom predstavništvu (1919. – 1920.) predstavlja hrvatske intelektualce i bogatije građanstvo. Na izborima za Ustavotvornu skupštinu (1920.) osvaja četiri zastupnička mandata. Sudjeluje u stvaranju Hrvatskog bloka s HRSS-om i HSP-om 1921. i prihvaća republikanski program Stjepana Radića te ne pristaje na politički zaokret HSS-a 1925. God. 1926. prestaje s djelovanjem te njezini članovi i skupina disidenata iz HSS-a osnivaju Hrvatsku federalističku seljačku stranku, pod vodstvom Ivana Lorkovića i Ante Trumbića. 
Hrvatska zajednica je imala i svoje dnevne listove, kao što je bio osječki Hrvatski list te tjednike kao što je Prijatelj naroda.
Stranka je postigla neke uspjehe. Dala je gradonačelnika u Karlovcu Stjepana Zagorca u razdoblju 1923. – 1924. godine.